# Marco Berger
Marco Berger (Buenos Aires, 8 de dezembro de 1977) é um diretor, roteirista e produtor de cinema argentino.

## Biografia
Marco Berger nasceu em Buenos Aires, na Argentina, e estudou direção cinematográfica na Universidad del Cine, de Buenos Aires. Fez sua estreia como diretor ainda na faculdade, em 2007, com os curtas-metragens Una última voluntad e El reloj, este último selecionado para o Festival de Cannes. Seu primeiro longa, Plan B, foi apresentado em vários festivais na Argentina e no mundo. Em 2011, seu segundo filme Ausente conquistou o Teddy Award, de Melhor Filme LGBT, no Festival Internacional de Cinema de Berlim. O comitê de julgamento classificou seu trabalho como "um roteiro original, com uma estética inovadora e uma abordagem sofisticada, que cria dinamismo. Uma combinação única de desejo homoerótico, suspense e tensão dramática". Entre 2013 e 2015, ele produziu mais dois filmes, Hawaii e o premiado Mariposa, vencedor da categoria de Melhor Filme Latino-americano no Festival Internacional de Cinema de San Sebastián, na Espanha. Em 2016, rodou seu quinto longa, Taekwondo, em parceria com o cineasta Martín Farina.
Berger é homossexual, e todos os seus filmes trazem abordagens e conflitos de temática LGBT, já sendo considerado um dos maiores expoentes do gênero na atualidade. Tem como característica artística a exploração do silêncio em cena, com foco nos gestos e nos olhares dos personagens, em detrimento aos diálogos. Ao longo do seu trabalho, Berger também participou como colaborador de outras produções cinematográficas, como os dois volumes da série Tensión Sexual.

## Filmografia

### Filmes
- 2009: Plan B
- 2011: Ausente
- 2013: Hawaii
- 2015: Mariposa
- 2016: Taekwondo
- 2019: Un rubio
- 2020: El Cazador
- 2022: Los Agitadores
- 2024: Los Amantes Astronautas

### Colaborações
- 2010: Cinco (com Cinthia Varela, Cecilia del Valle, Andrew Sala e Francisco Forbes)
- 2012: Tensión sexual, Volumen 1: Volátil (com Marcelo Mónaco)
- 2013: Tensión sexual, Volumen 2: Violetas (com Marcelo Mónaco)

### Curtas
- 2007: Una última voluntad
- 2008: El reloj

### Outros trabalhos
- 2014: Fulboy (como editor)

## Prêmios e Indicações
| Ano  | Premiação                                         | Categoria                     | Trabalho  | Resultado |
| ---- | ------------------------------------------------- | ----------------------------- | --------- | --------- |
| 2017 | Festival Internacional de Cinema de Guadalajara   | Melhor Filme                  | Taekwondo | Indicado  |
| 2016 | Kiev Molodist International Film Festival         | Melhor Filme                  | Taekwondo | Venceu    |
| 2016 | Argentinean Film Critics Association Awards       | Melhor Roteiro Original       | Mariposa  | Indicado  |
| 2016 | Argentinean Film Critics Association Awards       | Melhor Montagem               | Mariposa  | Indicado  |
| 2015 | Festival Internacional de Cinema de San Sebastián | Melhor Filme Latino-americano | Mariposa  | Venceu    |
| 2015 | Festival Internacional de Cinema de Palm Springs  | Melhor Filme Latino-americano | Hawaii    | Indicado  |
| 2012 | Argentinean Film Critics Association Awards       | Melhor Filme                  | Ausente   | Venceu    |
| 2011 | Festival de Berlim                                | Melhor Filme LGBT             | Ausente   | Venceu    |
| 2010 | FilmOut San Diego                                 | Melhor Filme Internacional    | Plan B    | Venceu    |
| 2010 | CPH PIX                                           | Melhor Filme                  | Plan B    | Indicado  |
| 2009 | Festival de Cinema de Roma                        | Melhor Filme                  | Plan B    | Indicado  |
| 2008 | Festival de Cannes                                | Melhor Curta                  | El Reloj  | Indicado  |